# Kalsdorf bei Graz
Kalsdorf bei Graz är en ort och kommun i Österrike. Den ligger i distriktet Graz-Umgebung i förbundslandet Steiermark,  150 km sydväst om huvudstaden Wien. I kommunen finns en mindre del av Graz flygplats.
Kommunen består av fem orter/ortsdelar (Ortschaften) (inom parentes invånarantal 1 januari 2024):
- Forst (809)
- Großsulz (1 595)
- Kalsdorf bei Graz (5 925)
- Kleinsulz (199)
- Thalerhof (134)